# Borburata (paroisse civile)
Pour les articles homonymes, voir Borburata.
Borburata est l'une des huit paroisses civiles de la municipalité de Puerto Cabello dans l'État de Carabobo au Venezuela. Sa capitale est Borburata.

## Géographie

### Démographie
La paroisse civile, outre sa capitale Borburata comporte plusieurs autres localités :
- Borburata
- Gañango
- Puerto Borburata
- Quizandal
- Santa Lucía